# Paulo Guedes
Paulo Roberto Nunes Guedes (Río de Janeiro, 24 de agosto de 1949) es un economista brasileño. Cofundador del Instituto Milennium, un laboratorio de ideas de expertos liberales, se desempeñó como asesor económico de Jair Bolsonaro, durante su campaña electoral. Ya como presidente, Bolsonaro lo designó como ministro de Economía, en una cartera ministerial que absorbió los ministerios de Hacienda, Planificación, Presupuesto y Gestión e Industria, Comercio Exterior y Servicios, además de algunas áreas del ministerio de Trabajo.
En 2019 fue elegido por la revista inglesa GlobalMarkets como el mejor ministro de economía de América Latina.

## Biografía
Nacido en Río de Janeiro, Paulo Guedes es hijo de un empleado del Instituto Brasileño de Reaseguros y de un vendedor de útiles escolares. Tiene un hermano menor, Gustavo Henrique Nunes Guedes. 
Estudió en el Colegio Militar de Belo Horizonte (CMBH) entre 1961 y 1967. Se graduó en la Facultad de Economía de la Universidad Federal de Minas Gerais. Realizó su maestría en la Escuela de Posgrado en Economía de la Fundación Getulio Vargas (FGV). En 1974, ingresó al Departamento de Economía de la Universidad de Chicago, institución referencia del pensamiento económico liberal, con ayuda del Consejo Nacional de Desarrollo Científico y Tecnológico. En 1978 concluyó su doctorado.
También trabajó como docente a tiempo parcial   en la Pontificia Universidad Católica de Río de Janeiro (PUC-Rio)  y en el Instituto de Matemática Pura y Aplicada (IMPA) de Río de Janeiro . Durante la dictadura militar chilena, aceptó un puesto docente de tiempo completo en la Universidad de Chile,  
Luego, en la década de 1980 durante la dictadura de Augusto Pinochet llegó a Chile, donde fue reclutado por Jorge Selume, exdirector de Presupuesto para el régimen de Pinochet. Quería conocer de primera mano las reformas que  los Chicago Boys estaban promoviendo en el país. Guedes afirmó que pretendía llevar a cabo en Brasil las reformas que se llevaron a cabo en el Chile de Pinochet : autonomía del banco central, tipo de cambio flotante, equilibrio fiscal (equilibrio entre ingresos y gastos públicos) y seguridad social bajo el régimen de capitalización.
En la década de 1980, fue director, socio y docente del Instituto Brasileño de Mercado de Capitales (IBMEC). En 1983, fue uno de los cuatro fundadores del banco de inversión BTG Pactual.
Fue columnista de los periódicos O Globo y Folha de S. Paulo y de las revistas Época y Exame, abordando temas ligados al mercado de capitales y gestión de recursos. Actualmente, publica regularmente artículos en el sitio del Instituto Millenium.

### Política
Guedes nunca estuvo afiliado a un partido político. Participó en la elaboración del plan de gobierno del economista Guilherme Afif Domingos, que se presentó como candidato a presidente en las elecciones de 1989.
En noviembre de 2017, el entonces precandidato a la presidencia de Brasil, Jair Bolsonaro, confirmó que designaría a Guedes al frente del Ministerio de Hacienda en un eventual gobierno.
El nombre del economista fue bien recibido por parte de los medios de comunicación, así como por inversores y banqueros, debido a sus posiciones ultraliberales.En ese momento, la Bolsa, que había comenzado a cotizar a la baja, subió, aunque el anuncio fue visto, por parte de los medios de comunicación y los críticos de Bolsonaro, como un subterfugio del precandidato para eludir su entonces imagen de corporativista, militarista y antiliberal. 
Ya como asesor y portavoz económico de Bolsonaro, Guedes expresó que uno de los mayores problemas de la economía de su país era el «Estado disfuncional», sobre el cual señalaba que «La centralización de recursos y poder acaba corrompiendo la política y estancando la economía. Es un Estado que interfiere en todo e interviene en todo, pero es mínimo en la entrega y máximo en el consumo de recursos». Por otro lado, Bolsonaro expresó su rechazo a la idea de Guedes de reducir el impuesto a la renta para las personas de mayores ingresos.En febrero de 2021, defiende un proyecto de ley para reducir la inversión en educación y sanidad.
Tras el triunfo de Bolsonaro en la segunda vuelta de las elecciones presidenciales de 2018, Guedes dio una primera conferencia de prensa donde anunció un programa de privatizaciones de las empresas públicas brasileñas y de control del gasto público, haciendo hincapié en la necesidad de realizar una reforma previsional y una reforma jubilatoria. Expresó que «el modelo socialdemócrata fracasó y corrompió la política». También afirmó que el Mercosur y las relaciones bilaterales con Argentina no eran prioridades. Afirmó que el Mercosur «es muy restrictivo», «resultó totalmente ideológico» y «es una prisión cognitiva». 

#### Reforma de la Seguridad Social
En cuanto a la reforma de las pensiones, Guedes defendió el cambio del sistema de reparto (un régimen en el que los pagos a los jubilados los realizan los trabajadores en activo) al modelo de cuentas de capitalización individual (donde cada trabajador aporta durante toda su vida para sustentar su propio beneficio previsional). El texto original de la Reforma preveía el cambio, sin embargo el orden del día fue revocado por los parlamentarios durante la tramitación del proyecto en la Cámara.

#### Privatización y reforma tributaria
En julio de 2019, anunció un programa de privatización de empresas públicas, mencionando diecisiete compañías, desde servicios postales a bancos, la lotería y la Casa del Dinero (encargada de imprimir billetes), Electrobras (la mayor productora de electricidad de América Latina) y el Puerto de Santos (el mayor puerto de América Latina). También inició la privatización de algunas de las actividades de la petrolera Petrobras. El objetivo de las privatizaciones era utilizar todos los recursos obtenidos de las privatizaciones para pagar parte de la deuda pública.
Guedes redactó un plan de reforma tributaria que preveía la simplificación y unificación de los impuestos federales y la descentralización y municipalización de los impuestos. Incluso afirmó que pretendía recrear un impuesto similar al de Contribución Provisional sobre Transacciones Financieras (CPMF), el cual se aplicaba a las deudas constituidas en cuentas mantenidas por instituciones financieras y a las transacciones económicas en general, lo que no agradó al mercado. La idea era reemplazar los tributos de Programa de Integración Social (PIS), Contribución al financiamiento de la Seguridad Social (COFINS), Impuesto a los Productos Industrializados (IPI), Impuesto sobre transacciones financieras (IOF) y otros, que en conjunto representaban entre el 30 y el 40 por ciento del costo de los productos industrializados – mediante un impuesto único de aproximadamente el 0,5% aplicado a las transacciones financieras.
Además, propuso la exención de impuestos personales (IRPF) para quienes tengan ingresos de hasta cinco salarios mínimos y una tasa única del 20 por ciento en el Impuesto sobre la Renta (IR), tanto para personas físicas como jurídicas, generando una reducción impositiva para los tramos de mayores ingresos.
Entre los tributos que modificó durante su gestión se encuentran: la eliminación del Programa de Integración Social (PIS), la reducción del Impuesto a los Productos Industrializados (IPI) del 40 al 30 %, y la disminución de impuestos sobre los combustibles, la energía eléctrica, las comunicaciones y el transporte colectivo a través de la fija en un 18 % a la tarifa máxima del Impuesto sobre Circulación de Mercancías y Servicios (ICMS) que los gobiernos de los 27 estados pueden cobrar sobre estos sectores 

## Controversias
El 2 de octubre de 2018, el Ministerio Público de Brasil decidió iniciar una investigación, bajo la alegación de que Guedes habría cometido irregulares en la gestión de fondos de inversiones que recibieron aportes de fondos de pensión de empresas estatales brasileñas investigadas por la Operación Greenfield. Guedes negó las acusaciones y expresó que las mismas se hicieron para «confundir al elector».
En octubre de 2021, su nombre apareció en los Papeles de Pandora.